# Gailingen am Hochrhein
Gailingen am Hochrhein est une commune allemande de l'arrondissement de Constance dans le land Bade-Wurtemberg en Allemagne. Situé dans la partie sud du pays appelé Hégau dans un emplacement particulier sur la rive nord du Rhin (Haut-Rhin), juste en face de la Suisse et à proximité du lac de Constance, il est donc aussi appelé Gailingen am Hochrhein ( « Gailingen sur le Haut-Rhin »). La population est actuellement 3070.

## Histoire
Fondée il y a plus de 1000 ans, Gailingen a été mentionné pour la première fois dans un document de 965. Cependant, le village remonte probablement au Ve siècle, lorsque les Alamans se sont installés dans la région. Le nom "Gailingen" littéralement se réfère auc «membres de Geilo," un chef des Alamans.
Après la Guerre de Trente Ans, des Juifs commencent à s'installer à Gailingen et dans la région du haut Rhin. La lettre de protection de 1657 témoigne de la présence de six hommes juifs et de leurs familles à Gailingen. Les lettres de protection ultérieures montrent une continuation et une croissance de la petite communauté. Le premier document faisant référence au cimetière juif de Gailingen date de 1653. Une synagogue est construite en 1836 et, par la suite, la communauté créet également une école et un centre communautaire, son propre hôpital et une maison de retraite.  
En 1820, la communauté compte 140 familles, faisant environ la moitié de la population de Gailingen. Bien qu'ils n'aient aucun droit politique, les Juifs ont fortement formé et influencé Gailingen, tant sur le plan culturel qu'économique. Au milieu du XIXe siècle, pendant une courte période, puis le nombre de Juifs vivant à Gailingen est plus nombreux que les citoyens chrétiens, puis le nombre de Juifs vivant à Gailingen a diminue régulièrement. Ce déclin est dû à l'introduction de la liberté de circulation et d'établissement en 1862, qui conduit un grand nombre de familles juives à se déplacer vers les grandes villes à la recherche de meilleures opportunités professionnelles et financières.   
En 1870, le village a élu son premier maire juif. Sept ans plus tard, les enfants juifs et non juifs fréquentaient la même école. Les membres des deux confessions vivaient ensemble pacifiquement jusqu'à l'arrivée au pouvoir d'Hitler. En octobre 1940, les 200 membres restants de la communauté sont déportés dans le camp de concentration de Gurs, marquant ainsi la fin violente et définitive de la communauté juive de Gailingen. En raison des relations proches avec la Suisse voisine, les judaïques et autres vestiges de cette communauté ont fini dans le musée juif de Suisse, où certains de ces objets sont exposés.  

## Jumelages

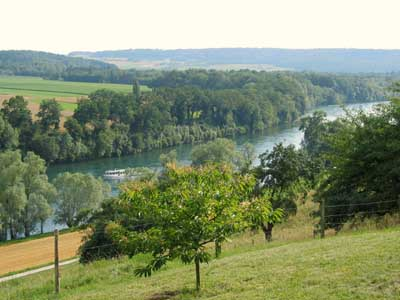
Liebschützberg (Allemagne)  - Le Rhin a Gailingen
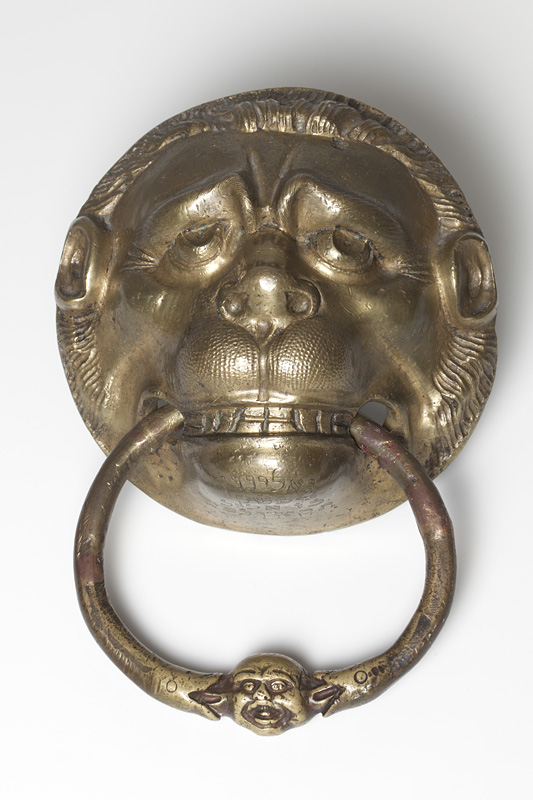
Heurtoir de porte de la synagogue de Gailingen, 1836, dans la collection du musée juif de Suisse.
  - Heurtoir de porte de la synagogue de Gailingen, 1836, dans la collection du musée juif de Suisse.